# Joshiro Maruyama
Joshiro Maruyama (jap. 丸山城志郎 Maruyama Jōshirō; * 11. August 1993) ist ein japanischer Judoka. Er wurde 2019 und 2021 Weltmeister in der Gewichtsklasse bis 66 Kilogramm.

## Sportliche Karriere
Joshiro Maruyama kämpft im Halbleichtgewicht, der Gewichtsklasse bis 66 Kilogramm. Bei den japanischen Meisterschaften 2016 belegte er den zweiten Platz hinter Hifumi Abe. Bei den Olympischen Spielen in Rio de Janeiro startete Masashi Ebinuma für Japan. Ende 2017 belegte Maruyama hinter Hifumi Abe den zweiten Platz beim Grand-Slam-Turnier in Tokio. Zwei Monate später erreichte er auch beim Grand-Slam-Turnier in Paris das Finale und belegte den zweiten Platz hinter dem Südkoreaner An Ba-ul. Die beiden trafen auch im Finale der Asienspiele 2018 in Jakarta aufeinander und erneut gewann der Südkoreaner. Ende 2018 siegte Maruyama beim Grand-Slam-Turnier in Osaka, Anfang 2019 gewann er in Düsseldorf. Im April 2019 bezwang er Hifumi Abe bei den japanischen Meisterschaften. Im August 2019 bei den Weltmeisterschaften in Tokio trafen die beiden im Halbfinale aufeinander und Maruyama gewann, im Finale besiegte er den Südkoreaner Kim Lim-hwan. Beim Grand-Slam-Turnier in Tokio gewann Abe 2019 im Finale gegen Maruyama. Nach der Kampfpause wegen der Covid-19-Pandemie erreichte Maruyama bei den Weltmeisterschaften 2021 in Budapest erneut das Finale, diesmal siegte er gegen den Italiener Manuel Lombardo. Ein Jahr später unterlag er im Finale der Weltmeisterschaften in Taschkent gegen Hifumi Abe. Auch 2023 trafen die beiden Japaner im Finale der Weltmeisterschaften in Doha aufeinander und wieder gewann Abe.